# Drepanocladus
Drepanocladus (Müll. Hal.) G. Roth, 1899 è un genere di muschi della famiglia Amblystegiaceae.

## Distribuzione e habitat
Il genere ha una distribuzione cosmopolita, essendo presente in tutti i continenti compresa l'Antartide.

## Tassonomia
Il genere comprende le seguenti specie:
- Drepanocladus aduncus (Hedw.) Warnst.
- Drepanocladus angustifolius (Hedenäs) Hedenäs & Rosborg
- Drepanocladus arcticus (R.S. Williams) Hedenäs
- Drepanocladus austro-fluitans (Müll. Hal.) Broth. ex Paris
- Drepanocladus brachiatus (Mitt.) Dixon
- Drepanocladus brevifolius (Lindb.) Warnst.
- Drepanocladus capillifolius (Warnst.) Warnst.
- Drepanocladus cardotii (Thér.) Hedenäs
- Drepanocladus jacuticus Ignatov & Ignatova
- Drepanocladus latinervis Warnst.
- Drepanocladus longifolius (Wilson ex Mitt.) Broth. ex Paris
- Drepanocladus lycopodioides (Brid.) Warnst.
- Drepanocladus polycarpos (Blandow ex Voit) Warnst.
- Drepanocladus polygamus (Schimp.) Hedenäs
- Drepanocladus sendtneri (Schimp. ex H. Müll.) Warnst.
- Drepanocladus sordidus (Müll. Hal.) Hedenäs
- Drepanocladus stagnatus Żarnowiec
- Drepanocladus trifarius (F. Weber & D. Mohr) Broth.
- Drepanocladus turgescens (T. Jensen) Broth.